# マット・ショウ
- マット・ショー

マシュー・ジェームズ・ショウ（Matthew James Shaw, 2001年11月6日 - ）は、アメリカ合衆国マサチューセッツ州スプリングフィールド出身のプロ野球選手（内野手）。右投右打。MLBのシカゴ・カブス所属。

## 経歴
メリーランド大学カレッジパーク校では3年目の2023年に64試合に出場して打率.341、24本塁打、69打点を記録し、ビッグ10カンファレンスの最優秀選手賞、カレッジで最も優れた遊撃手に贈られるブルックス・ウォーレス賞を受賞した。
2023年のMLBドラフト1巡目（全体13位）でシカゴ・カブスから指名されプロ入り。契約金は485万ドル。ルーキー級アリゾナ・コンプレックス・リーグ・カブスでプロデビューし、すぐにA+級のサウスベンド・カブス、AA級テネシー・スモーキーズに昇格した。
2024年はAA級テネシーでスタートし、シーズン途中にAAA級アイオワ・カブスに昇格。合計121試合に出場し打率.284、21本塁打、71打点、31盗塁を記録した。AA級テネシーでは、2024年サザンリーグ最優秀選手賞を受賞した。
秋にはプレミア12にアメリカ合衆国代表として出場し、銅メダル獲得に貢献。14打点で最多打点を獲得し、オール・ワールド・チームに三塁手として選出された。
2025年3月18日のMLB東京シリーズで、「5番・三塁手」でメジャーデビューを果たした。3月19日の試合でロサンゼルス・ドジャースのジャック・ドレイヤーから初安打を記録した。本土の開幕以降は不振に苦しみ、4月15日にマイナーに降格した。降格後のAAA級アイオワでは24試合に出場して打率.286、6本塁打、14打点、5盗塁を記録し、5月20日にメジャー再昇格を果たした。

## 詳細情報

### 表彰

#### 国際大会
- WBSCプレミア12オール・ワールド・チーム：1回（2024年）
- WBSCプレミア12最多打点：1回（2024年）

### 背番号
- 6（2025年 - ）